# Ліга Вільних Націй
Ліга Вільних Націй (рос. Лига свободных наций) — суспільно-політична платформа, що об'єднує національні та регіоналістські рухи з метою виходу зі складу РФ та створення нових держав.
Станом на вересень 2022 року до Ліги входять представники башкирського, бурятського, інгерманландського, козачого, калмицького, татарського та ерзянського національних рухів.
На початку 2023 року Лігу Вільних Націй оголосили «небажаною організацією» у Росії.

## Формування
Про створення руху було оголошено башкирським політиком Русланом Габбасовим 20 травня 2022 р. під час ІІ Антивоєнної конференції у Вільнюсі. Виступ Габбасова викликав емоційну реакцію одного з лідерів Російського Комітету Дії Гаррі Каспарова. Того ж дня від імені співзасновник Ліги було поширено короткий ідеологічний маніфест, у якому проголошувався принцип «презумпції суб'єктності» та заявлялось про те, що всі суб'єкти РФ вправі самостійно вирішувати свою долю.
Ініціатива виникла майже одночансо із проведенням у Варшаві Форуму вільних народів Росії, у зв'язку з чим у ЗМІ, особливо в російських, нерідко пов'язують зазначений Форум із Лігою.

## Ідеологія
Позиціонує себе як антиколоніальний рух, що сповідує такі світоглядні принципи:
1. Російська Федерація — це імперія, що силою утримує свої колонії в підневільному стані. Звільнення шляхом «проведення референдуму» неможливе — як неможливий референдум «про дотримання прав людини» в умовах державного терору.
2. Народи РФ повинні отримати можливість скористатися своїм правом на самовизначення. Подальше створення федеративних чи конфедеративних спілок можливе лише на добровільній основі без диктату колишнього федерального центру.
3. Усі суб'єкти РФ вправі самостійно визначати свою подальшу долю.

4. Оголошуємо принцип «презумпції суб'єктності». Відповідно, з крахом чинного політичного режиму в Російській Федерації, регіони не потребують апелювання до будь-кого для наділення їх суверенітетом. Всі регіони за визначенням набувають повного суверенітету і повної незалежності від Москви і вже тоді, як вільні території, вирішують своє майбутнє: чи бажають зберегти самостійність, об'єднатися з іншими регіонами та республіками, або ж створити конфедерацію держав.

## Учасники
Точне число учасників не розголошується, однак з відкритих джерел відомо, що всі публічні лідери Ліги — політичні емігранти:
- Башкири — Руслан Габбасов (Литва), Айгуль Ліон, Айрат Кіньябулатов, Ільдар Кіньябулатов (США)[7].
- Буряти — Доржо Дугаров (Фінляндія), Раджана Дугар-ДеПонте (США)[8].
- Ерзяни — Сиресь Боляєнь, Віталій Ромашкін[7][9].
- Калмики — Арсланг Санджиєв, Батир Боромангнаєв, Володимир Довданов, Еренцен Доляєв, Альберт Шарапов, Даавр Доржин, Анатолій Галаєв[6].
- Козаки — Вячеслав Дьомін (США)[10].
- Мокші — Донісі Човганонь[11].
- Татари — Рафіс Кашапов, Фаріт Закієв, Фаніс Фахретдінов, Аїда Абдрахманова, Абдулла Гімадутін, Саїд Ісмагілов[9][7].
- Чеченці — Хамзат Грозний[12].
- Якути — Нікіта Андрєєв[13].
- Інґерманландці (регіоналістський рух) — Майк Інґрем[14].

## Діяльність
Першими публічними акціями Ліги була серія заходів, присвячена Тижню поневолених народів. Спершу, 17 липня 2022 року, троє активістів організації — бурятка Раджана Дугар-ДеПонте, татарин Іршат Хабі та представник народу ерзя Віталій Ромашкін — прибули до Вашингтону, де провели пікет біля стін Білого дому. Вони передали адміністрації Джо Байдена звернення, із закликом підтримати право їхніх народів на самовизначення. У розмові із журналістами вони заявили, що «не бачать майбутнього своїх народів у складі Росії і не хочучть відповідати за військові злочини Кремля».
20 липня 2022 р. Ліга провела онлайн-прес-конференцію для представників ЗМІ, на якій заявила про намір добиватися виходу національних республік та інших територій зі складу Російської Федерації. Під час прес-конференції представник башкирського національного руху Руслан Габбасов проголосив формулу, що згодом стала політичним кредом Ліги: «Спершу незалежність, а лише потім союзи!».
Вже 23 липня організація вивела своїх прихильників на мітинги в Естонії, Литві, Швеції, Німеччині, Нідерландах, Чорногорії, Великій Британії, Чехії, Туреччині та США. Учасники вуличних акцій закликали світову спільноту визнати право поневолених Москвою націй на самовизначення та створення власних незалежних держав. У листопаді Ліга Вільних націй звернулася з відкритими листами до провідних і поважних міжнародних інституцій із вимогами перестати рятувати путінський режим зокрема і теперішню російську державу у цілому.